# 目安裏判
目安裏判（めやすうらはん）とは、江戸時代の民事訴訟（出入筋）において、原告である訴訟人が提出した目安（訴状）に奉行所などの訴訟機関が受理を示す裏判（裏書）を行うこと。目安裏書（めやすうらがき）ともいう。

## 解説
目安を提出された訴訟機関は目安糺（めやすただし）と呼ばれる審査を経て受理が妥当と判断された案件について、受理と当該訴訟が自己の機関に属することを示すために裏判（裏書）を行う。
裏判の内容は被告とされた相手方に対して反論を記した返答書（中世の陳状・近代の答弁書に相当）と差日（さしび、指定の期日）に出廷対決を命じるものであったが、金公事の場合には債務弁済や相対などによる内済（和解）を勧告する文言が加えられる（本公事の場合には加えられない）。
手限公事と呼ばれる受訴奉行（受理機関の担当者）による単独裁判であれば裏判のみで済むが、複数の管轄にまたがるなどの理由で内寄合公事と呼ばれる同役との合議や評定公事と呼ばれる江戸幕府の評定所での合議が必要とされる案件では、他の奉行の加判を必要とする。
特に後者では寺社奉行4名・町奉行2名・公事方勘定奉行2名の裏判を必要とした（裏判をするのが8名であることから「八判」と呼ばれた。なお、八判には形式上は勝手方勘定奉行の名前も列記されているが実際の裏判は行われない）。ただし、加判を貰うのは訴訟人とされ、訴訟人が直接それぞれの奉行宅を訪問する必要があった。
更に裏判を得た目安を相手方に呈示するのも訴訟人の役目であったが、トラブルを避けるためにまず目安が入った桐の箱を首から下げた上で相手方が属する町役人・村役人の許に持参し、確認させる裏判付を経た後に相手方に見せる御裏判拝見を行い、相手方は裏判が真正であることを確認した後に目安の受領に応じる旨の請証文を訴訟人に提出した。
ここで、目安の受領を拒めば所払、目安の差日に出頭しなければ過料などの処罰が下された（ただし、差日前の内済によって実際の訴訟開始前に当事者間で解決することは可能である）。
裁許（判決）が下された場合、あるいは内済がなされた旨の証文が受訴奉行に提出されて了承された場合、あるいは訴えが取り下げられた場合には、訴訟人もしくは双方からの消印届を受けて、奉行は裏判の内容を抹消することで効力を無効とした（裏判消）。
ただし、前述のように複数の奉行の加判を要した裏判の場合には、訴訟人が再び加判した奉行宅を訪問して、それぞれから抹消を得る必要があった。